# موسى أريتا
موسى اريتا (بالإنجليزية: Moses Arita)‏ هو لاعب كرة قدم كيني في مركز الهجوم، ولد في 20 مارس 1993 في ناكورو في كينيا. شارك مع منتخب كينيا لكرة القدم. أما مع النوادي، فقد لعب مع نادي توسكر ونادي تيرانا.

## وصلات خارجية
- موسى أريتا على موقع قاعدة بيانات كرة القدم.إي يو (الإنجليزية)
- موسى أريتا على موقع ناشيونال فوتبول تيمز (الإنجليزية)
- موسى أريتا على موقع Soccerway.com (الإنجليزية)